# كرات الظل

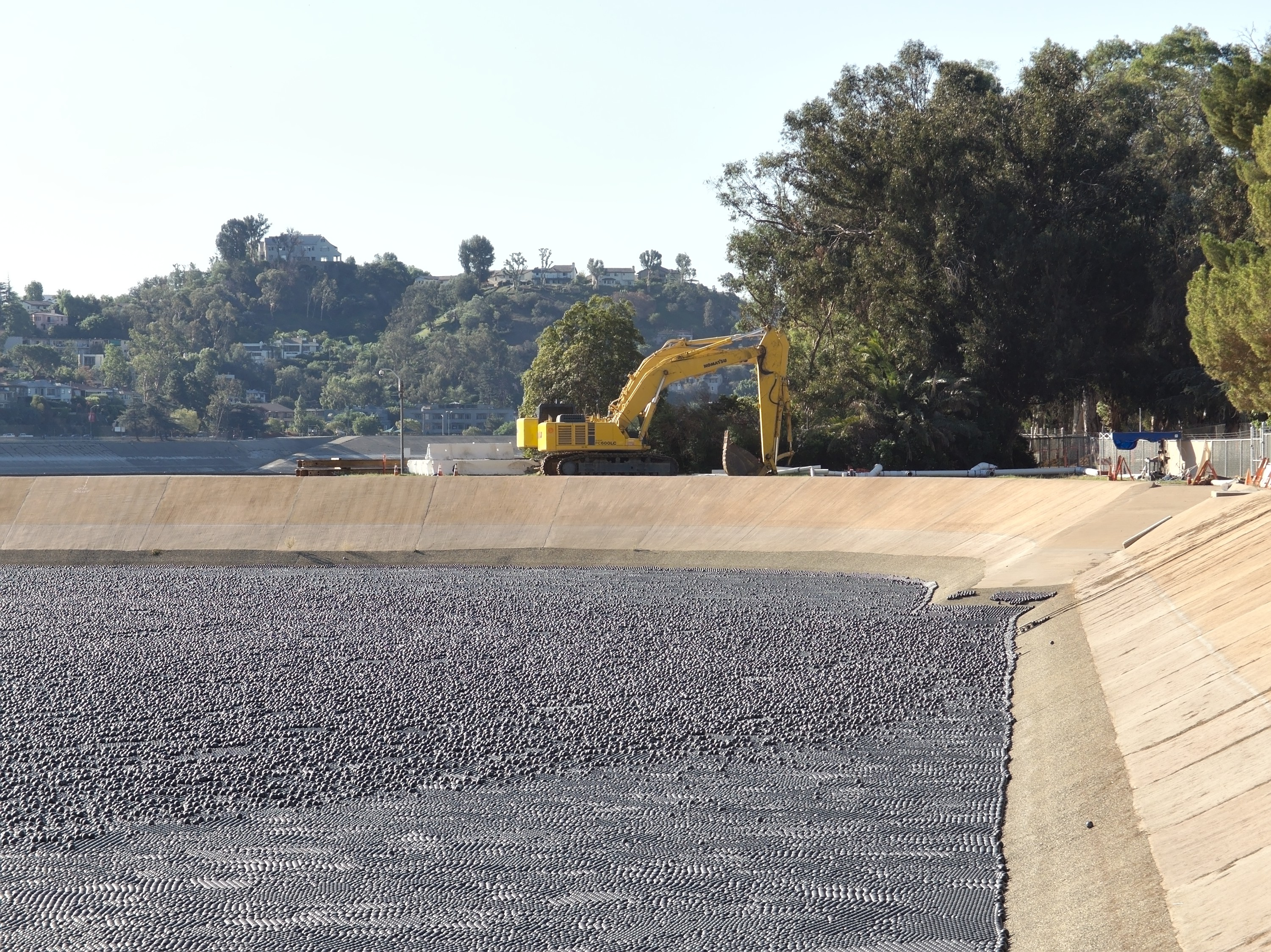
كرات الظل في خزان المياه في إيفانو

كرات الظل عبارة عن كرات سوداء اللون مصنوعة من بلاستيك (بولي إيثلين) قطرها 4 إنش، يتم استخدامها في مخازن المياه للحيلولة دون تبخره وتلوث المياه بالغبار والتفاعلات الكيماوية الناجمة عن أشعة الشمس.

## وصلات خارجية
- «كرة الظل» تكافح الجفاف في لوس أنجلوس